# FlyCongo
flyCongo (zuvor Hewa Bora Airways) war eine kongolesische Fluggesellschaft mit Sitz in Kinshasa und Basis auf dem Flughafen Ndjili.

## Geschichte
Die Fluggesellschaft entstand im Jahre 1994 unter dem Namen Hewa Bora Airways durch den Zusammenschluss von Zaire Airlines, Zaire Express und Congo Airlines. Am 1. November 2007 wurde mit AirDC eine Kooperation zwischen Hewa Bora Airways, die 51 % der Anteile besitzt und Pan African Airlines (einer Gesellschaft der Brussels Airlines) gebildet. 
Hewa Bora Airways wurde in die Liste der Betriebsuntersagungen für den Luftraum der Europäischen Union aufgenommen. In der Vergangenheit bestanden Ausnahmegenehmigungen für einzelne Flugzeuge, zuletzt war dies aber nicht mehr der Fall. Die Fluggesellschaft war die letzte zwischen dem Kongo und Europa operierende afrikanische Fluggesellschaft. Nach dem Unfall am 8. Juli 2011 wurde der Fluggesellschaft am 13. Juli 2011 die Fluglizenz entzogen.
Anfang 2012 wurde die Gesellschaft in die heutige Bezeichnung umbenannt und nahm den Flugbetrieb nach einer umfangreichen Restrukturierung am 24. März 2012 wieder auf. Um das schlechte Image der ehemaligen Hewa Bora Airways zu verbessern, wurde die öffentliche Verschrottung mehrerer alter Flugzeuge der Gesellschaft angekündigt.
Im Jahr 2013 fusionierte CAA mit flyCongo, der Name Compagnie Africaine d’Aviation blieb erhalten.

## Flugziele
Bei Einstellung des Betriebes flog flyCongo neben ihrer Heimatbasis Flughafen Ndjili nach Gemena, Goma, Kananga, Kisangani, Lubumbashi, Mbandaka, Flughafen Mbuji-Mayi und als einziges ausländisches Ziel Johannesburg an. Weitere Ziele der ehemaligen Hewa Bora Airways wurden bisher nicht aufgenommen. Deren Streckennetz umfasste auch Abuja und Brüssel.

## Flotte
Bei Einstellung des Betriebes im Jahr 2013 bestand die Flotte aus vier Flugzeugen:
| Flugzeugtyp             | Anzahl | Anmerkungen | Durchschnittsalter |
| ----------------------- | ------ | ----------- | ------------------ |
| Boeing 767-200          | 1      |             | 30,1 Jahre         |
| McDonnell Douglas MD-82 | 3      | 1 inaktiv   | 30,0 Jahre         |

## Zwischenfälle
- Am 8. August 2002 musste eine L-1011-250 der Hewa Bora Airways nach einer Triebwerksexplosion umkehren, flog nach Kinshasa/Kongo zurück und landete mit einem weit überhöhten Landegewicht. Dabei wurde das Flugzeug schwer beschädigt und musste abgeschrieben werden. Es gab keine Opfer.
- Am 15. April 2008 stürzte eine Douglas DC-9 der Hewa Bora Airways nach dem Start in Goma in der Provinz Nord-Kivu ab. Mindestens 40 Menschen starben hierbei, 120 wurden verletzt (siehe auch Hewa-Bora-Airways-Flug 122).[6]

- Am 21. Juni 2010 musste eine McDonnell Douglas MD-82 der Hewa Bora Airways, deren linkes Triebwerk und Hydrauliksystem beim Start in Kinshasa durch einen platzenden Reifen beschädigt worden waren, mit nur einem Triebwerk und ohne Bugfahrwerk notlanden. Die Maschine kam von der Landebahn ab und kam erst im Gras neben der Piste zum Stehen. Alle 101 Personen an Bord blieben bei diesem Unfall unverletzt.[7]

- Am 8. Juli 2011 verunglückte eine aus Kinshasa kommende, 45 Jahre alte Boeing 727-022 der Hewa Bora Airways (9Q-COP) beim Landeanflug auf den Flughafen Kisangani-Bangoka (Demokratische Republik Kongo). Von den 115 Menschen an Bord kamen 77 ums Leben (siehe Hewa-Bora-Airways-Flug 952).[8] Daraufhin wurde am 13. Juli die Fluglizenz suspendiert.[9]